# Aurachtal
Aurachtal est une commune de Bavière (Allemagne), située dans l'arrondissement d'Erlangen-Höchstadt, dans le district de Moyenne-Franconie.